# Иллювий
Иллю́вий (от лат. illuvies — «разлив, намывная грязь») — минеральные и органические вещества, выщелоченные дождевыми и талыми снеговыми водами из верхних почвенных горизонтов (гумусового и элювиального) и отложенные в нижнем, так называемом иллювиальном горизонте. При этом образуется сцементированный уплотнённый слой, затрудняющий вспашку и земляные работы, так называемая плужная подошва.
В зависимости от типа почвы иллювий может состоять из гумуса, глины и цементирующих материалов: гидроксидов железа, карбонатов, гипса.
Процесс отложения иллювия называется иллювиированием.

## Примеры иллювиальных равнин
- Месара — равнина на острове Крит.